# Survive (chanson de Laurent Wolf)
Pour les articles homonymes, voir Survive.
Singles de Laurent Wolf featuring Andrew Roachford
Walk The Line
(2009) Suzy
(2010)
Survive est une chanson de Laurent Wolf sorti en 2009, avec la participation du chanteur Andrew Roachford.
Cette chanson est devenue populaire en Slovaquie car le refrain est similaire à la phrase slovaque  "Kaufland kúpil Zdeno z Popradu" (Kaufland a été acheté par Zdeno de Poprad).

## Classement par pays
| Classement (2009) | Meilleure position |
| ----------------- | ------------------ |
| France            | 9                  |
| France Club 40    | 9                  |